# Beedenkirchen
Beedenkirchen ist ein Ortsteil der Gemeinde Lautertal im südhessischen Landkreis Bergstraße.

## Geographie
Beedenkirchen liegt nördlich des Hauptortes Reichenbach im Vorderen Odenwald in einer breiten Talmulde des Wurzelbachs, der bei Hoxhohl in die Modau mündet. Direkt südlich der Ortslage liegt die Wasserscheide zur Lauter mit einem 330 Meter hohen Übergang nach Reichenbach. Das Gebiet des Ortsteils besteht aus der Gemarkung Beedenkirchen mit einer Fläche von 495 Hektar, davon sind 105 Hektar Wald. In der Gemarkung liegen die folgenden aktuellen bzw. historischen Siedlungsplätze:
- Hof Almen[3]
- Wüstung Atzenrode[4]
- Siedlung Felsberg[5]
- Wüstung Hergottsbergs-Kapelle[6]
- Hof Kuralpe[7]
- Siedlung Wurzelbach[8]

Der Weiler Wurzelbach liegt am Nordrand der Gemarkung. Die höchste Erhebung ist ganz im Westen der 514 Meter hohe bewaldete Felsberg mit ehemaligem Hotel und einem afrikanischen Restaurant. Im äußersten Nordwesten, am Staffeler Kreuz, zählt auch die Gaststätte Kuralpe zu Beedenkirchen. Ein ortsbildprägendes Gebäude ist die Evangelische Kirche Beedenkirchen, die zwischen 1624 und 1669 gebaut, aber erst 1712 fertiggestellt wurde. Sie gilt als älteste Kirche im Lautertal.
Die nächstgelegenen Ortschaften sind im Süden Reichenbach, im Westen Balkhausen, im Nordwesten Stettbach und Staffel, im Norden Schmal-Beerbach und Allertshofen, im Osten Brandau und im Südosten Lautern.

## Geschichte

### Von den Anfängen bis zum 18. Jahrhundert
Beedenkirchen wurde 1012 im Lorscher Codex als Betenkiricha erstmals urkundlich erwähnt, als Kaiser Heinrich II. den Forstbann im Odenwald dem Kloster Lorsch schenkte. Ein weiteres Mal findet Beedenkirchen im Lorscher Codex Erwähnung, als der Lorscher Abt Humbert 1037 durch seinen Nachfolger Brüning aus dem Kloster Fulda abgelöst wurde. Hier wird Abt Humbert als nicht rechtmäßiger Abt beschreiben, der dem Kloster Schaden zufügte und unter anderem Beedenkirchen als Lehen an seine Verwandtschaft vergab. Beedenkirchen wurde dann von seinem Nachfolger zurückerworben. Im Jahre 1071 findet sich im Lorscher Codex mit 20 1⁄2 sieben Huben und sieben Hofstätten eine Größenangabe zu Beedenkirchen. In dieser Urkunde erlaubte Kaiser Heinrich IV. während seines Aufenthaltes im Kloster Lorsch die Wiedererrichtung der Abtei Altenmünster, ursprüngliche Mutterkirche des Klosters Lorsch, und bestätigt dessen Besitzungen.
Der Blütezeit des Klosters Lorsch folgte im 11. und 12. Jahrhundert sein Niedergang. Im späten 12. Jahrhundert wurde mit der Aufzeichnung der alten Besitzurkunden versucht, die Verwaltung des Klosters Lorsch zu reorganisieren (Lorscher Codex). Dennoch unterstellte 1232 Kaiser Friedrich II. die Reichsabtei Lorsch dem Erzbistum Mainz und dessen Bischof Siegfried III. zur Reform. Die Benediktiner widersetzten sich der angeordneten Reform und mussten die Abtei verlassen. Sie  wurden durch Zisterzienser aus dem Kloster Eberbach und diese 1248 durch Prämonstratenser aus dem Kloster Allerheiligen ersetzt. Von diesem Zeitpunkt an wurde das Kloster als Propstei weitergeführt. Durch die Freiheiten des Reichsklosters waren die Klostervögte Verwalter und Gerichtsherren innerhalb des Klosterbesitzes. Dieses Amt kam um 1165 in den Besitz der Pfalzgrafen. Aus dieser Konstellation entwickelten sich schwerer Auseinandersetzungen zwischen dem Erzbistum Mainz und der Kurpfalz als Inhaber der Vogtei. Diese Streitigkeiten konnten erst Anfang des 14. Jahrhunderts durch einen Vertrag beigelegt werden, in dem die Besitzungen des Klosters zwischen Kurmainz und Kurpfalz aufgeteilt und die Vogteirechte der Pfalzgrafen bestätigt wurden.
Über den weiteren Verlauf der Hoheitsrechte in Beedenkirchen finden sich im Hessischen Ortsnamensbuch von 1937 folgende Angaben:
- Im Jahre 1420 verkaufte Johann von Löwenstein seinen Anteil an Beedenkirchen an Pfalzgraf Ludwig und ebenso verkaufen Hadamar zu Laber und seine Ehefrau Walburgis (geb. Schenk zu Erbach) ihre Hälfte an Beedenkirchen sowie den halben Teil ihrer Gülten und Grundzinsen an den Pfalzgrafen. Schenk Konrad von Erbach tritt dann aber als Käufer ein.

- Im Jahr 1571 stand das Dorf dem Grafen von Erbach zu. Die „Hohe Obrigkeit“ stand indessen der Landgrafschaft Hessen-Darmstadt zu. Ungeld, Türken- und Reichssteuer wurden von Hessen und Erbach gemeinsam erhoben.

- Im Jahr 1714 erlangte Hessen-Darmstadt durch den Kauf des Amtes Seeheim-Tannenberg von der Grafschaft Erbach die volle Souveränität über Beedenkirchen.

Die Gerichtsbarkeit über Beedenkirchen übte ursprünglich die Zent Heppenheim aus. Durch den Landshuter Erbfolgekrieg (1504/05) wurde aus dem hessischen Gebiet um Zwingenberg (Zwingenberg, Auerbach, Hochstätten, Beedenkirchen, Schwanheim, Großhausen, Langwaden und Groß-Rohrheim) die selbständige „Zent Zwingenberg“ gebildet. Aus dem Jahr 1609 ist gekannt, dass die Zivilgerichtsbarkeit „Erbachisch“ die Zent Zwingenberg aber „Hessisch“ ist.
Im Dreißigjährigen Krieg (1618–1648) hatte auch Beedenkirchen hohe Verluste zu beklagen. Im Jahr 1621 wurden nur noch sieben Einwohner gezählt. Das Gebiet zwischen Rhein und Bergstraße blieb 10 Jahre von den Spaniern besetzt, bis sich diese 1631 vor den anrückenden schwedischen Truppen zurückzogen. Der Schrecken diese Krieges war aber noch lange nicht vorbei. Nach der Niederlage der Evangelischen bei Nördlingen am 6. September 1634 zogen sich die schwedischen Truppen 1635 von der Bergstraße zurück. Letztlich veranlasste der katholische Sieg bei Nördlingen Frankreich, an der Seite der nun geschwächten Schweden in den Krieg einzugreifen. Mit dem sogenannten „Schwedisch-Französischen Krieg“ begann ab 1635 das blutigste Kapitel des Dreißigjährigen Krieges. Aus der Region berichten die Chronisten aus jener Zeit: „Pest und Hunger wüten im Land und dezimieren die Bevölkerung, sodass die Dörfer öfters völlig leer stehen“.
Die Geldnot nach diesem Krieg veranlasste die Grafschaft Erbach, das Amt Seeheim und Tannberg, zu dem auch Beedenkirchen gehörte, 1714 an die Landgrafschaft Hessen-Darmstadt zu verkaufen.

### Vom 19. Jahrhundert bis heute

#### Napoleonische Zeit
Das ausgehende 18. und beginnende 19. Jahrhundert brachte Europa weitreichende Änderungen. Infolge der Napoleonischen Kriege wurde das Heilige Römische Reich (Deutscher Nation) durch den Reichsdeputationshauptschluss, der die Bestimmungen des Friedens von Luneville umsetzte, von 1803 neu geordnet.
In der Landgrafschaft Hessen-Darmstadt wurde mit Ausführungsverordnung vom 9. Dezember 1803 das Gerichtswesen neu organisiert. Für das Fürstentum Starkenburg wurde das „Hofgericht Darmstadt“ als Gericht der zweiten Instanz eingerichtet. Die Rechtsprechung der ersten Instanz wurde durch die Ämter bzw. Standesherren vorgenommen. Damit war für Beedenkirchen das Amt Seeheim Tannenberg zuständig. Übergeordnet war das Oberappellationsgericht Darmstadt. Damit hatten die Zent Zwingenberg und das mit ihr verbundene Zentgericht endgültig seine Funktion eingebüßt. Die übergeordnete Verwaltungsbehörde war der „Regierungsbezirk Darmstadt“ der ab 1803 auch als „Fürstentum Starkenburg“ bezeichnet wurde.
Am 14. August 1806 wurde die Landgrafschaft Hessen-Darmstadt, gegen Stellung hoher Militärkontingente an Frankreich und den Beitritt zum Rheinbund, von Napoleon zum Großherzogtum erhoben. 1816 wurden im Großherzogtum Provinzen gebildet und das vorher als „Fürstentum Starkenburg“ bezeichnete Gebiet, das aus den südlich des Mains gelegenen alten Hessischen und den ab 1803 hinzugekommenen rechtsrheinischen Territorien bestand, in „Provinz Starkenburg“ umbenannt.

#### Verwaltung und Rechtsprechung
Im Jahr 1812 wurde Beedenkirchen dem Amt Lichtenberg zugeteilt. 1821 wurden im Rahmen einer umfassenden Verwaltungsreform die Ämter in den Provinzen Starkenburg und Oberhessen des Großherzogtums aufgelöst, deren Aufgaben in der Verwaltung Landratsbezirken übertragen und für die bis dahin von ihnen übernommenen Aufgaben der Rechtsprechung Landgerichte eingerichtet. Dabei kam Beedenkirchen zum Landratsbezirk Reinheim und zum Landgericht Zwingenberg. Diese Reform ordnete auch die Verwaltung auf Gemeindeebene neu. So war die Bürgermeisterei in Beedenkirchen auch für Wurzelbach zuständig. Entsprechend der Gemeindeverordnung vom 30. Juni 1821 wurden keine (staatlichen) Schultheißen mehr eingesetzt, sondern ein Ortsvorstand gewählt, der sich aus Bürgermeister, Beigeordneten und Gemeinderat zusammensetzte. 1824 wurde Beedenkirchen dem Landratsbezirk Bensheim zugeteilt.
1832 wurden Kreise geschaffen. Nach der am 20. August 1832 bekanntgegebenen Neugliederung sollte es in Süd-Starkenburg künftig nur noch die Kreise Bensheim und Lindenfels geben; der Landratsbezirk von Heppenheim sollte in den Kreis Bensheim fallen. Noch vor dem Inkrafttreten der Verordnung zum 15. Oktober 1832 wurde diese aber dahingehend revidiert, dass statt des Kreises Lindenfels neben dem Kreis Bensheim der Kreis Heppenheim als zweiter Kreis gebildet wurde. Beedenkirchen wurde dem Kreis Bensheim zugeordnet.
Infolge der Märzrevolution 1848 wurden die Kreise und die Landratsbezirke des Großherzogtums am 31. Juli 1848 abgeschafft und durch „Regierungsbezirke“ ersetzt, wobei die bisherigen Kreise Bensheim und Heppenheim zum Regierungsbezirk Heppenheim vereinigt wurden. Bereits vier Jahre später, im Laufe der Reaktionsära, erfolgte wieder eine Einteilung in Kreise und Beedenkirchen wurde wieder Teil des Kreises Bensheim.
Mit der Reform von 1821 ging die erstinstanzliche Rechtsprechung in Beedenkirchen auf das neu eingerichtete Landgericht Zwingenberg über, ab 1879 war das Amtsgericht Zwingenberg zuständig, das 1934 aufgelöst wurde. Seitdem ist das Amtsgericht Bensheim zuständig.

#### Historische Beschreibungen
Die Statistisch-topographisch-historische Beschreibung des Großherzogthums Hessen berichtet 1829 über Beedenkirchen:

„Beedenkirchen (L. Bez. Bensheim) luth. Pfarrdorf; liegt am Fuße des Felsbergs und 2 3⁄4 St. von Bensheim. Man zählt 33 Häuser und 251 Einw., die bis auf 8 Kath. alle lutherisch sind. – Beedenkirchen kam zu Anfang des 11ten Jahrhunderts, unter dem Abt. Brunning, an das Kloster Lorsch. Nachher wurde der Ort ein Zugehör des Schlosses Tannenberg unweit Seeheim, kam mit diesem an die Grafen von Erbach und von diesen, 1714, durch Kauf an Hessen. Der Ort hatte eine eigene Kapelle, welche wahrscheinlich ein Filal von Reichenbach war, und 1624 wurde eine geräumigere Kirche erbaut.“

Im Neuestes und gründlichstes alphabetisches Lexicon der sämmtlichen Ortschaften der deutschen Bundesstaaten von 1845–48 findet sich folgender Eintrag:

„Beedenkirchen bei Reinheim. – Dorf mit evangelischer Pfarrkirche, hinsichtlich der Katholischen zur Pfarrkirche Bensheim gehörig. – 33 H. 251 E. – Großherzogthum Hessen. – Provinz Starkenburg. – Kreis Bensheim. – Landgericht Zwingenberg. – Hofgericht Darmstadt.– Das Dorf Beedenkirchen liegt am Fuße des Felsberges, 2 3⁄4 St. von Bensheim, und war ehemals eine Zubehörung des Schlosses Tannenberg unweit Seeheim, mit welchem es an die Grafen von Erbach und von diesen durch Kauf an Hessen kam.“

Die im Dezember 1852 aufgenommenen Bevölkerungs- und Katasterlisten ergaben für Beedenkirchen: Lutherisches Pfarrdorf mit 271 Einwohnern. Die Gemarkung besteht aus 1981 Morgen, davon 1108 Morgen Ackerland, 331 Morgen Wiesen, 6 Morgen Wiesen mit Torfbrüchen, 458 Morgen Wald und 26 Morgen Ödungen.
In den Statistiken des Großherzogtums Hessen werden, bezogen auf Dezember 1867, für das Pfarrdorf Beedenkirchen mit eigener Bürgermeisterei, 45 Häuser, 329 Einwohnern, der Kreis Bensheim, das Landgericht Zwingenberg, die evangelische Pfarrei Beedenfirchen mit dem Dekanat in Zwingenberg und die katholische Pfarrei Bensheim des Dekanats Bensheim, angegeben. Durch die Bürgermeisterei wurden auch die Gemeinden Staffel (8 Häuser, 54 Einw.) und Wurzelbach (7 Häuser, 52 Einw.) verwaltet.

#### 20. Jahrhundert und Gegenwart
Am Ende des Ersten Weltkriegs1918 hatte Beedenkirchen 27 Gefallene und Vermisste zu beklagen, während der Krieg insgesamt rund 17 Millionen Menschenopfer kostete.
Im Jahr 1927 wurde Gemarkungsgröße für Beedenkirchen mit Wurzelbach mit 495,3 ha angegeben.
Wie die Einwohnerzahlen von 1939 bis 1950 zeigen, nahm auch Beedenkirchen nach dem Krieg viele Flüchtlinge und Vertriebene aus den ehemaligen deutschen Ostgebieten auf.
Im Jahr 1961 wurde die Gemarkungsgröße mit 495 ha angegeben, davon waren 105 ha Wald.
Im Zuge der  der Gebietsreform in Hessen schloss sich am 1. Januar 1970 die Nachbargemeinde Staffel an die Gemeinde Beedenkirchen an. Zum 31. Dezember 1971 wurde Beedenkirchen in die Gemeinde Rimbach eingegliedert und ging dann als eine der Gründungsgemeinden durch Zusammenschluss in der Gemeinde Lautertal auf. Für Beedenkirchen wurde ein Ortsbezirk nach der Hessischen Gemeindeordnung gebildet, der zunächst Beedenkirchen, Wurzelbach und Staffel umfasste, seit 1. Januar 1977 auch den Weiler Schmal-Beerbach, der kraft Landesgesetzes aus der Gemeinde Seeheim und der Gemarkung Ober-Beerbach herausgelöst wurde. Für den Ortsteil Beedenkirchen wurde ein Ortsbezirk eingerichtet.

### Verwaltungsgeschichte im Überblick
Die folgende Liste zeigt die Staaten und Verwaltungseinheiten, denen Beedenkirchen angehört(e):
- vor 1714: Heiliges Römisches Reich, Grafschaft Erbach (1571: Amt Auerbach, 1714: Amt Seeheim-Tannenberg)
- ab 1714: Heiliges Römisches Reich, Landgrafschaft Hessen-Darmstadt  (durch Kauf), Obergrafschaft Katzenelnbogen, Amt Seeheim-Tannenberg
- ab 1803: Heiliges Römisches Reich, Landgrafschaft Hessen-Darmstadt, Fürstentum Starkenburg, Amt Seeheim-Tannenberg
- ab 1806: Großherzogtum Hessen,[Anm. 2] Fürstentum Starkenburg, Amt Seeheim[35]
- ab 1812: Großherzogtum Hessen, Fürstentum Starkenburg, Amt Lichtenberg
- ab 1815: Großherzogtum Hessen[Anm. 3], Provinz Starkenburg, Amt Lichtenberg
- ab 1821: Großherzogtum Hessen, Provinz Starkenburg, Landratsbezirk Reinheim[Anm. 4]
- ab 1824: Großherzogtum Hessen, Provinz Starkenburg, Landratsbezirk Bensheim
- ab 1832: Großherzogtum Hessen, Provinz Starkenburg, Kreis Bensheim
- ab 1848: Großherzogtum Hessen, Regierungsbezirk Dieburg
- ab 1852: Großherzogtum Hessen, Provinz Starkenburg, Kreis Bensheim
- ab 1871: Deutsches Reich,[Anm. 5] Großherzogtum Hessen, Provinz Starkenburg, Kreis Bensheim
- ab 1918: Deutsches Reich, Volksstaat Hessen,[Anm. 6] Provinz Starkenburg, Kreis Bensheim
- ab 1938: Deutsches Reich, Volksstaat Hessen, Landkreis Bergstraße[36][Anm. 7]
- ab 1945: Amerikanische Besatzungszone,[Anm. 8] Groß-Hessen, Regierungsbezirk Darmstadt, Landkreis Bergstraße
- ab 1946: Amerikanische Besatzungszone, Land Hessen, Regierungsbezirk Darmstadt, Landkreis Bergstraße
- ab 1949: Bundesrepublik Deutschland, Land Hessen, Regierungsbezirk Darmstadt, Landkreis Bergstraße
- ab 1971: Bundesrepublik Deutschland, Land Hessen, Regierungsbezirk Darmstadt, Landkreis Bergstraße, Gemeinde Lautertal[Anm. 9]

### Gerichte seit 1803
In der Landgrafschaft Hessen-Darmstadt wurde mit Ausführungsverordnung vom 9. Dezember 1803 das Gerichtswesen neu organisiert. Für das Fürstentum Oberhessen (ab 1815 Provinz Oberhessen) wurde das „Hofgericht Gießen“ eingerichtet. Es war für normale bürgerliche Streitsachen Gericht der zweiten Instanz, für standesherrliche Familienrechtssachen und Kriminalfälle die erste Instanz. Übergeordnet war das Oberappellationsgericht Darmstadt. Die Rechtsprechung der ersten Instanz wurde durch die Ämter bzw. Standesherren vorgenommen. Damit war für Beedenkirchen das Amt Seeheim Tannenberg zuständig.
Im Rahmen der Reform von 1821 wurden Landgerichte im nunmehrigen Großherzogtum Hessen geschaffen, die unabhängig von der Verwaltung waren. Für den Landratsbezirk Reinheim war das Landgericht Lichtenberg als Gericht erster Instanz zuständig. 1824 erfolgte mit dem Wechsel in den Landratsbezirk Bensheim die Zuordnung  zum Landgericht Zwingenberg.
Anlässlich der Einführung des Gerichtsverfassungsgesetzes mit Wirkung vom 1. Oktober 1879, infolge derer die bisherigen großherzoglichen Landgerichte durch Amtsgerichte an gleicher Stelle ersetzt wurden, während die neu geschaffenen Landgerichte nun als Obergerichte fungierten, kam es zur Umbenennung in Amtsgericht Zwingenberg und Zuteilung zum Bezirk des Landgerichts Darmstadt.
1934 wurde das Amtsgericht Zwingenberg aufgelöst und die Aufgaben an das Amtsgericht Bensheim übertragen.

## Bevölkerung

### Einwohnerstruktur 2011
Nach den Erhebungen des Zensus 2011 lebten am Stichtag dem 9. Mai 2011 in Beedenkirchen 615 Einwohner. Darunter waren 24 (3,9 %) Ausländer. Nach dem Lebensalter waren 105 Einwohner unter 18 Jahren, 270 zwischen 18 und 49, 132 zwischen 50 und 64 und 108 Einwohner waren älter. Die Einwohner lebten in 252 Haushalten. Davon waren 66 Singlehaushalte, 72 Paare ohne Kinder und 97 Paare mit Kindern, sowie 21 Alleinerziehende und 3 Wohngemeinschaften. In 42 Haushalten lebten ausschließlich Senioren und in 168 Haushaltungen lebten keine Senioren.

### Einwohnerentwicklung
| • 1621: | 7 Einwohner                               |
| • 1629: | 30 Hausgesesse (mit Wurzelbach)           |
| • 1791: | 162 (Wurzelbach 50) Einwohner             |
| • 1806: | 162 Einwohner, 27 Häuser                  |
| • 1829: | 251 Einwohner, 33 Häuser                  |
| • 1867: | 381 Einwohner, 62 Häuser (mit Wurzelbach) |

| Beedenkirchen: Einwohnerzahlen von 1791 bis 2011 | Beedenkirchen: Einwohnerzahlen von 1791 bis 2011 | Beedenkirchen: Einwohnerzahlen von 1791 bis 2011 | Beedenkirchen: Einwohnerzahlen von 1791 bis 2011 | Beedenkirchen: Einwohnerzahlen von 1791 bis 2011 |
| --- | ------------------------------------------------ | ------------------------------------------------ | ------------------------------------------------ | ------------------------------------------------ |
| Jahr |                                                  |                                                  |                                                  | Einwohner                                        |
| 1791 | 1791                                             |                                                  | 162                                              | 162                                              |
| 1806 | 1806                                             |                                                  | 162                                              | 162                                              |
| 1829 | 1829                                             |                                                  | 251                                              | 251                                              |
| 1834 | 1834                                             |                                                  | 314                                              | 314                                              |
| 1840 | 1840                                             |                                                  | 304                                              | 304                                              |
| 1846 | 1846                                             |                                                  | 356                                              | 356                                              |
| 1852 | 1852                                             |                                                  | 326                                              | 326                                              |
| 1858 | 1858                                             |                                                  | 325                                              | 325                                              |
| 1864 | 1864                                             |                                                  | 384                                              | 384                                              |
| 1871 | 1871                                             |                                                  | 366                                              | 366                                              |
| 1875 | 1875                                             |                                                  | 358                                              | 358                                              |
| 1885 | 1885                                             |                                                  | 367                                              | 367                                              |
| 1895 | 1895                                             |                                                  | 389                                              | 389                                              |
| 1905 | 1905                                             |                                                  | 453                                              | 453                                              |
| 1910 | 1910                                             |                                                  | 450                                              | 450                                              |
| 1925 | 1925                                             |                                                  | 443                                              | 443                                              |
| 1939 | 1939                                             |                                                  | 391                                              | 391                                              |
| 1946 | 1946                                             |                                                  | 556                                              | 556                                              |
| 1950 | 1950                                             |                                                  | 600                                              | 600                                              |
| 1956 | 1956                                             |                                                  | 538                                              | 538                                              |
| 1961 | 1961                                             |                                                  | 504                                              | 504                                              |
| 1967 | 1967                                             |                                                  | 555                                              | 555                                              |
| 1970 | 1970                                             |                                                  | 551                                              | 551                                              |
| 1980 | 1980                                             |                                                  | ?                                                | ?                                                |
| 1990 | 1990                                             |                                                  | ?                                                | ?                                                |
| 2000 | 2000                                             |                                                  | ?                                                | ?                                                |
| 2011 | 2011                                             |                                                  | 615                                              | 615                                              |
| Datenquelle: Historisches Gemeindeverzeichnis für Hessen: Die Bevölkerung der Gemeinden 1834 bis 1967. Wiesbaden: Hessisches Statistisches Landesamt, 1968. Weitere Quellen: LAGIS; Zensus 2011 |                                                  |                                                  |                                                  |                                                  |

### Religion
Ursprünglich gehörte Beedenkirchen in das Landkapitel Bensheim des Archidiakonata St. Viktor in Mainz und war eine Filiale der Pfarrei Bensheim. Im Jahr 1452 erhielt Beedenkirchen eine eigene Pfarrei. Die seit dem 14. Jahrhundert bestehende Kapelle wurde in den Jahren ab 1624 durch einen Neubau ersetzt, der aber, bedingt durch den Dreißigjährigen Krieg, erst 1669 vollendet werden konnte. 1581 wurde ein Pfarrhaus errichtet und 1787 wurde der Grundstein für das heutige Pfarrhaus gelegt. Das Kirchenpatronat hatten die Grafen von Erbach inne, und mit dem Verkauf des Amtes Seeheim an Hessen wechselte es an die Landgrafen von Hessen-Darmstadt. Die Grafen von Erbach nahmen im 16. Jahrhundert die lutherische Konfession an, wodurch auch ihre Untertanen evangelisch wurden. Der erste evangelische Pfarrer wirkte von etwa 1545 bis 1560 in Beedenkirchen. Größere Bekanntheit erlangte Franz Joseph Helferich, der von 1865 bis 1881 als Pfarrer in Beedenkirchen wirkte.
 Historische Religionszugehörigkeit
| • 1829: | 243 lutherische (= 96,81 %) und 8 katholische (= 3,19 %) Einwohner |
| • 1961: | 436 evangelische (= 86,51 %), 48 katholische (= 9,72 %) Einwohner  |

## Politik
Ortsbeirat
Für Beedenkirchen mit Schmal-Beerbach, Staffel und Wurzelbach besteht ein Ortsbezirk (Gebiete der ehemaligen Gemeinden Beedenkirchen, Schmal-Beerbach, Staffel und Wurzelbach) mit Ortsbeirat und Ortsvorsteher, nach Maßgabe der §§ 81 und 82 HGO und des Kommunalwahlgesetzes in der jeweils gültigen Fassung. Der Ortsbeirat besteht aus sieben Mitgliedern. Bei den Kommunalwahlen in Hessen 2021 betrug die Wahlbeteiligung zum Ortsbeirat Beedenkirchen 60,97 %. Alle Kandidaten gehörten der Liste „Bürger für Beedenkirchen“  an. Der Ortsbeirat wählte Hartmut Krämer zum Ortsvorsteher.

## Verkehr
Für den überörtlichen Verkehr ist Beedenkirchen durch die Landesstraße L 3098 erschlossen, die einerseits eine Verbindung zum Hauptort Reichenbach im Tal der Lauter schafft und dort zu der als Nibelungenstraße bekannten Bundesstraße 47. In der anderen Richtung führt sie weiter über Ober-Beerbach nach Darmstadt. In Wurzelbach kreuzt sie die Landesstraße L 3101, die Balkhausen mit Hoxhohl verbindet.